# Okęcie (Warszawa)
Okęcie – osiedle i obszar MSI w dzielnicy Włochy w Warszawie.

## Nazwa
Okęcie swoją nazwę zawdzięcza położeniu w samym rogu (kącie) posiadłości rakowskich. Początkowo funkcjonowały nazwy Zakącie i Okącie. W XVI wieku właściciele wsi zaczęli używać nazwiska odmiejscowego: Okęccy herbu Radwan.

## Opis
Wieś szlachecka Okencie w 1580 znajdowała się w powiecie warszawskim ziemi warszawskiej województwa mazowieckiego. Przez większość historii leżała w obrębie parafii w Służewie. W centrum wsi, nad Sadurką, w 1854 roku wybudowano dwór rodziny Bagniewskich zniszczony wiek później. Na jej obrzeżach ulokowano forty twierdzy Warszawa: Zbarż i Okęcie.
W XIX wieku Okęcie należało do gminy Pruszków, po 1918 do gminy Skorosze. W latach 1939–1951 miejscowość była siedzibą gminy Okęcie. Od roku 1951 jest częścią Warszawy.
W 1923 roku na Okęciu zakończono linię tramwajową z Warszawy. W 1934 na nowe lotnisko wojskowe na Okęciu przeniesiono ruch pasażerski z lotniska mokotowskiego.
Budowa lotniska sprawiła, że na Okęciu zaczął rozwijać się przemysł. W okresie międzywojennym zlokalizowano tam trzy z ośmiu państwowych zakładów lotniczych, w tym zatrudniające ponad 4 tys. osób Państwowe Zakłady Lotnicze (Wytwórnia Płatowców, PZL WP-1). W 1936 roku erygowano odrębną parafię rzymskokatolicką.
8 września 1939 Okęcie zostało zajęte przez wojska niemieckie. Podczas okupacji niemieckiej na terenie Okęcia w latach 1942–1943 funkcjonował obóz pracy dla ludności żydowskiej, a  w 1944 obóz dla jeńców radzieckich.
W 1951 Okęcie zostało przyłączone do Warszawy i stało się częścią nowo utworzonej dzielnicy Ochota.
Na Okęciu działa klub piłkarski Okęcie Warszawa.

## Wspólnoty wyznaniowe
- Kościół rzymskokatolicki:
  - Parafia św. Franciszka z Asyżu na Okęciu
- Polski Autokefaliczny Kościół Prawosławny:
  - katedra polowa św. Jerzego Zwycięzcy[11]
- Świadkowie Jehowy:
  - zbór i Sala Królestwa[12].